# Monde perdu

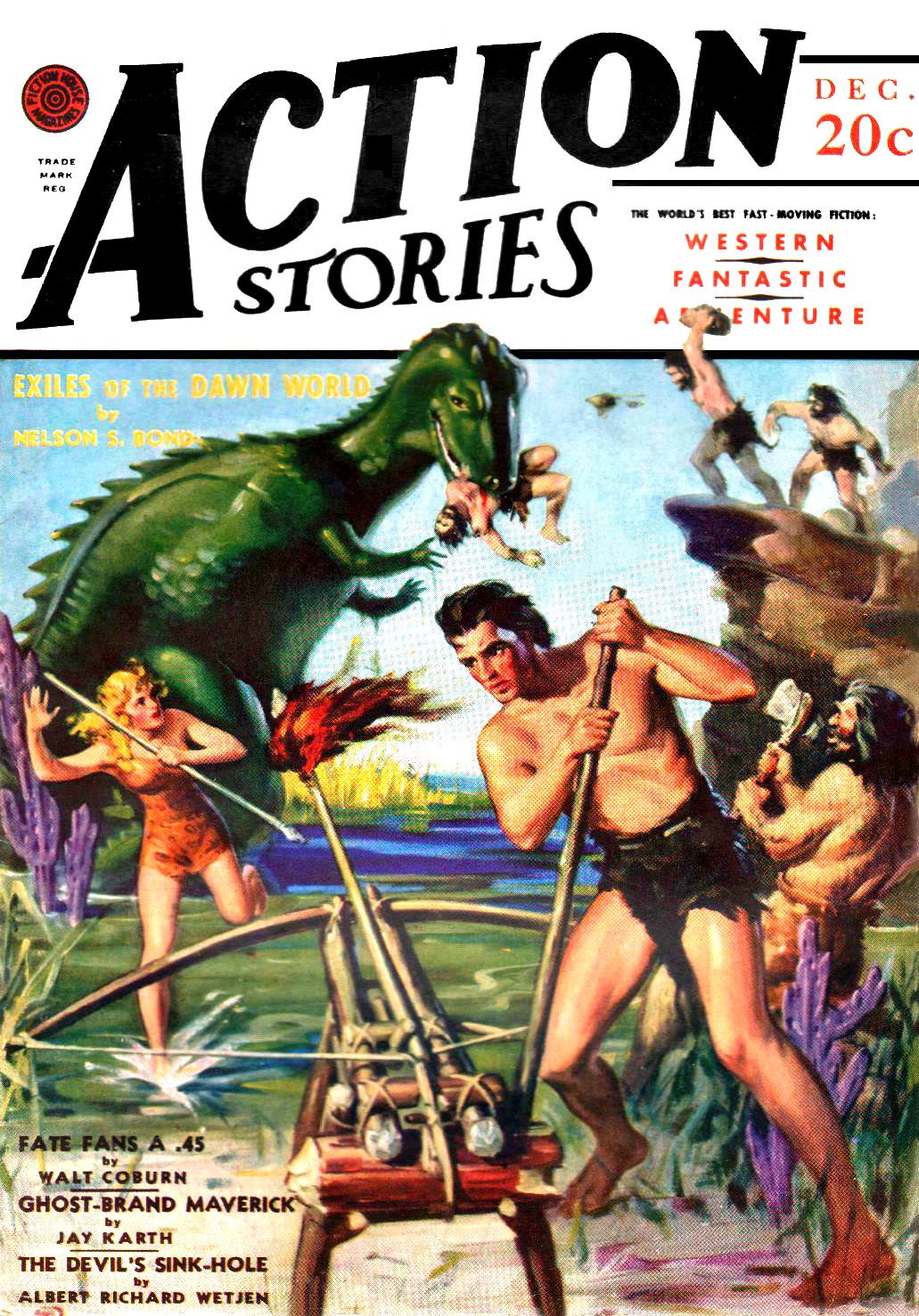

Le monde perdu est un genre littéraire qui comprend des œuvres de fantasy ou de science-fiction dont l'intrigue porte sur la découverte d'un monde nouveau, hors de l'espace connu, hors du temps ou les deux — mais sur la Terre. Il s'agit tout d'abord d'un sous-genre romanesque qui apparaît à la fin de l'ère victorienne. Selon Alain-Michel Boyer, un monde perdu est « un lieu retiré, isolé du monde moderne et du reste de l'humanité, dans une enclave préservée de l'histoire, au bout d'un étroit défilé que barrent de hautes parois rocheuses, où un groupe d'hommes et de femmes vit sa vie propre, dans l'ignorance la plus totale de ce qui est advenu ailleurs : cette communauté est un rameau détaché de civilisations occidentales disparues ou un isolat échappé à l'anéantissement et situé à un stade antérieur de l'évolution ».
Ce genre littéraire voit le jour à une époque où on découvre les vestiges de civilisations disparues dans le monde, comme les tombeaux de la Vallée des rois en Égypte, la forteresse de Troie, les pyramides mayas envahies par la jungle ou encore les villes et palais d'Assyrie. Les récits véridiques des découvertes archéologiques réalisées par des aventuriers de l'Empire britannique frappent alors l'imagination du public. Entre 1871 et la Première Guerre mondiale, le nombre de romans du genre des mondes perdus connaît un véritable essor.
Lauric Guillaud classe ces romans en quatre catégories :
- Les récits de la Terre creuse, par exemple La Plutonie (ru) (1926) de Vladimir Obroutchev[3] ;
- Les récits des mondes préservés, par exemple Le Monde perdu d'Arthur Conan Doyle (1912). Ce genre recoupe celui des races et des monstres perdus ;
- Les récits de continents perdus, par exemple L'Atlantide (1919) de Pierre Benoit, l'histoire d'une île mythique qui aurait été engloutie dans la pré-Antiquité ;
- Les récits de races perdues, par exemple Elle (1887) de Henry Rider Haggard

Le genre comprend également la thématique des « royaumes mythiques », tels que l'Eldorado.

## Histoire

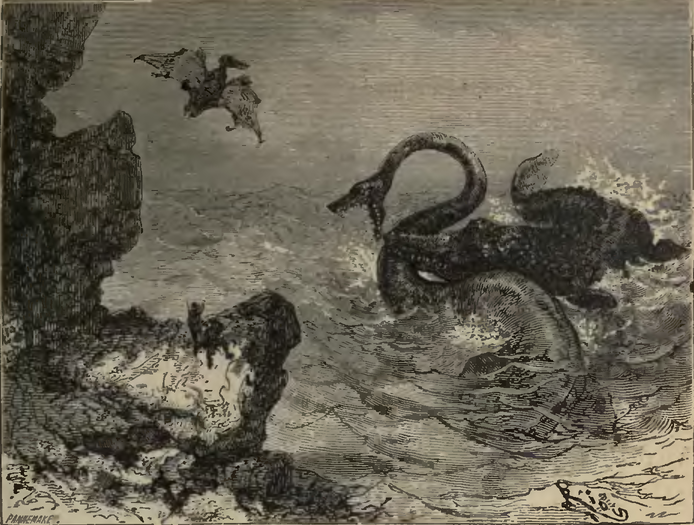
Illustration d'Édouard Riou pour Voyage au centre de la Terre de Jules Verne.

Les Mines du roi Salomon (1885) de Henry Rider Haggard est généralement considéré comme le premier roman du genre littéraire des mondes perdus. Ce roman est le prototype du genre qui a marqué de son empreinte les romans de type mondes perdus parus par la suite, y compris L'Homme qui voulut être roi de Rudyard Kipling (1888), Le Monde perdu d'Arthur Conan Doyle (1912), Le Sixième Continent d'Edgar Rice Burroughs (1918) ou encore Les Montagnes hallucinées (1931) de H. P. Lovecraft.
Des œuvres plus anciennes, telles que The Coming Race d'Edward Bulwer-Lytton (1871) ou encore Erewhon de Samuel Butler (1872) recourent à ce même procédé narratif, qui rappelle davantage la satire sociale de Jonathan Swift que le roman d'aventures romantique. 
Comme autres exemples précoces, on peut citer les Voyages et Aventures de Jacques Massé de Simon Tyssot de Patot (1710) et ses descriptions de la faune et de la flore préhistorique ; Les Hommes volants ou les Aventures de Pierre Wilkins de Robert Paltock (1751 pour la version originale anglaise, 1763 pour la traduction française), un voyage imaginaire se déroulant au XVIIIe siècle, inspiré à la fois de Daniel Defoe et de Jonathan Swift, où le personnage éponyme découvre une race d'êtres ailés vivant sur une île isolée. Le roman Symzonia du Capitaine Adam Seaborn, paru en 1820 et appartenant au genre dit des terres creuses est parfois cité comme étant le premier roman du genre des mondes perdus. Voyage au centre de la Terre (1864) et Le Village aérien (1901) de Jules Verne ont rendu populaire le thème des tribus préhistoriques qui auraient survécu dans des lieux oubliés de tous. Les Aventures d'Arthur Gordon Pym (1838) d'Edgar Allan Poe comportent certains éléments de mondes perdus à la fin du roman.
Le roman Les Horizons perdus de James Hilton (1933), rapidement adapté au cinéma, a remporté un immense succès populaire en vulgarisant la philosophie et la critique sociale. Le nom de Shangri-La, lieu imaginaire créé par ce roman, est devenu synonyme d'un monde perdu paradisiaque. Des romans comparables, où les habitants du monde perdu sont décrits comme étant supérieurs aux aventuriers venus de l'extérieur sont Land under England (1935) de Joseph O'Neill (en), un roman de science-fiction décrivant une société totalitaire qui surveille l'esprit de ses citoyens par la télépathie ; ou encore Jack Harding’s Quest (1939) de Douglas V. Duff.

## Exemples contemporains
Le romancier américain Michael Crichton reprend le genre initié par Henry Rider Haggard  dans son roman Congo (1980), où il est question d'une quête pour retrouver les mines du roi Salomon, réputées être situées dans une ville perdue d'Afrique du nom de Zinj. Il est également l'auteur du Monde perdu (1995), qui est une suite de Jurassic Park. Dans les années 1990, James Gurney a publié plusieurs livres pour enfants dont la trame se déroule sur une île perdue, Dinotopia, où les humains cohabitent avec des dinosaures. Sigrid et les Mondes perdus, est une série littéraire de jeunesse de Serge Brussolo, dont les héros sont des adolescents (2002 à 2005).

## Cadres géographiques

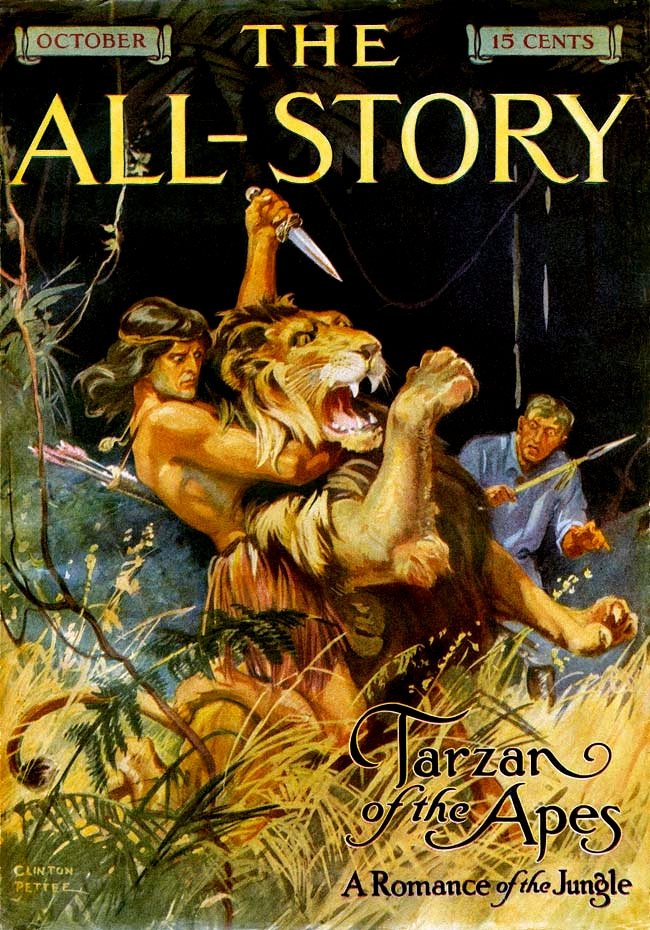
Les aventures de Tarzan se déroulent au cœur de l'Afrique sauvage.

Les romans du genre mondes perdus se passent toujours dans des régions encore inexplorées des Occidentaux. Les lieux de prédilection sont le cœur de l'Afrique (les romans de Henry Rider Haggard ou ceux de Burroughs), l'Amérique du Sud (Le Monde perdu d'Arthur Conan Doyle, Le Visage dans l'abîme (1931) de Abraham Merritt) ou encore l'Asie centrale de Rudyard Kipling avec L'Homme qui voulut être roi (1888), Le retour d'Elle de Haggard, Le Monstre de métal (1920) de Merritt ou encore l' Horizon perdu (1933) de James Hilton.
L'Antarctique est également une destination de choix, surtout lorsqu'il s'agit de romans impliquant des animaux préhistoriques. Dans Dian of the Lost Land (1935) de Edison Marshall, les Cro-Magnons, les Néandertals et les mammouths survivent dans le "Pays de Moss", un lieu abrité et chaud du continent. Dans Antarktos Rising (2007) de Jeremy Robinson, des dinosaures et des nephilim émergent de la calotte glaciaire qui fond. Pym (2011) de Mat Johnson décrit des hominidés géants blancs vivant dans des caves de glace. The Mountains at the Bottom of the World (1972) de Ian Cameron décrit une population oubliée, les Paranthropus vivant au Chili, dans l'extrême-sud des Andes.
Selon Allienne Becker, les mondes perdus ont tout naturellement débouché sur la romance planétaire: « Une fois que la terre a été entièrement explorée, les romans du genre monde perdu se sont tournés vers l'espace ».

## Mondes perdus dans d'autres médias
Voir la page Catégorie:Monde perdu dans l'art et la culture
De nombreux médias exploitent le thème des mondes perdus, notamment dans des jeux vidéo, tels que Tomb Raider et toutes ses suites.